# Panda Security
Panda Security (tidligere Panda Software) er en spansk softwarevirksomhed, etableret i Durango i 1990 af den tidligere direktør Mikel Urizarbarrena.
Virksomheden beskæftiger sig med i dag med antivirus, firewall, spam, spyware, IT-kriminalitet og sikkerhedsprogrammer til virksomheder. 
Panda Security har datterselskaber i USA, Tyskland, Frankrig, Storbritannien og Japan. Desuden har de franchise i 44 andre lande.